# Axé
Cet article possède un paronyme, voir Acsé.
L'axé (prononciation portugaise du Brésil : [a'ʃɛ]) est un genre musical afro-brésilien ayant émergé dans la Région Nord-Est, symbole sacré du carnaval de Salvador de Bahia. Ce style est très rythmé, entraînant et joyeux. le mot Axé vient du terme yoruba qui veut dire « vigoureux, esprit, lumière, bonnes vibrations »,.

## Histoire
En 1974, le carnaval de Salvador de Bahia, commence à prendre forme. Un groupe d'activistes des droits civiques afro-brésiliens forme Ilê Aiyê, un ensemble musical dont le rythme lourd s'inspire des cérémonies religieuses du candomblé. Rapidement, Ilê Aiyê acquiert une grande popularité, ce qui lui permet d'influencer d'autres artistes à incorporer le style samba-reggae et les rythmes lourds dans leur musique. Des groupes tels que Timbalada, Olodum et Filhos de Gandhi partagent également les rythmes lourds avec Ilê Aiyê, ainsi que l'utilisation de symboles africains tels que les tenues et les instruments typiques que tous ces groupes utilisent pour se produire. Les répétitions d'Olodum deviennent rapidement un point de départ pour les artistes, les compositeurs et la musique en devenir. Dans ces répétitions, les artistes présentaient et expérimentaient leur musique, en quête de légitimité auprès de la population.
L'axé est un mouvement musical populaire né dans l'État de Bahia dans les années 1980, pendant les manifestations populaires du carnaval de Salvador. De ce mouvement sont nés plusieurs courants notamment le samba-reggae. Il tire son origine du candomblé, religion afro-brésilienne, mais subit également l'influence du frevo, du forró, du maracatu, du reggae et du calypso.
Le succès de Luiz Caldas avec la chanson Tieta do Agreste, thème du feuilleton Tieta, diffusé en 1989 sur la chaîne télévisée brésilienne Globo marque l'apparition du style axé au niveau national. Ce succès sera ensuite confirmé par des interprètes comme Netinho, Daniela Mercury et Ivete Sangalo. Il s'agit d'un des principaux courants musicaux brésiliens, occupant les premiers rangs en matière de vente de CD, de diffusion dans les médias et de nombre de concerts.